# 呉マサヒロ
呉 マサヒロ（くれ まさひろ）は、日本のイラストレーター。

## 主な作品

### ライトノベル
- 落ちこぼれの竜殺し（橘ぱん作、富士見ファンタジア文庫『富士見書房』）[1]

### ゲーム
- こづくり温泉 〜いっぱいつくって一族繁栄!?〜
- 戦国魔姦
- ふわりコンプレックス
- こんぼく麻雀 〜こんな麻雀があったら僕はロン!〜
- 母娘妊術くのいちPonPon!!
- 姫∽神1／2
- えんぜるぷらん
- THE 哀奴ルM@STER ～アイドル達の凌辱レッスン～
- 闘姫淫縛2 -凌触戦記エナッスク-
- 魔法少女ナユタ
- 「闘姫淫縛」-妖伐忍・触手陵辱-
- スパ○ボ大戦 SG -Slave Girls-
- あねかん ～おねえちゃんかんさつにっき～
- ヒメキス ～KISSのあとの内緒の秘め事～
- 聖騎士産卵記
- その横顔を見つめてしまう〜A Profile 完全版〜
- A Profile ア・プロフィール
- Fake/ever since